# 4812 Hakuhou
A 4812 Hakuhou (ideiglenes jelöléssel 1977 DL3) a Naprendszer kisbolygóövében található aszteroida. Hiroki Kosai,  Kiichiro Hurukawa fedezte fel 1977. február 18-án.